# Barcarrota
Barcarrota je španělské město situované v provincii Badajoz (autonomní společenství Extremadura).

## Poloha
Město je vzdálené 49 km od města Badajoz a nachází se v okrese Llanos de Olivenza a soudním okrese Jerez de los Caballeros. Obcí prochází národní silnice N-435 a silnice EX-313 a EX-320.

## Historie
V roce 1834 se obec stává součástí soudního okresu Jerez de los Caballeros. V roce 1842 čítala obec 1021 usedlostí a 2982 obyvatel.

## Odkazy

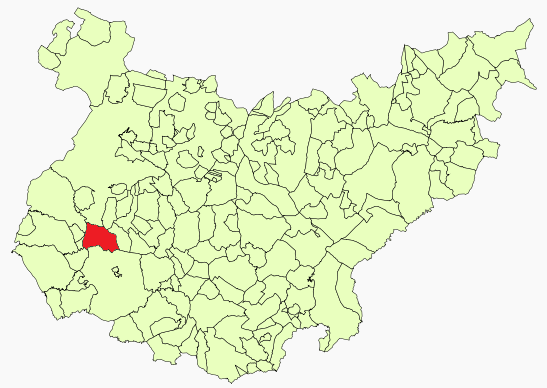
Poloha obce v provincii Badajoz

## Demografie
| Populace obce Barcarrota z let (1842–2010) | Populace obce Barcarrota z let (1842–2010) | Populace obce Barcarrota z let (1842–2010) | Populace obce Barcarrota z let (1842–2010) | Populace obce Barcarrota z let (1842–2010) | Populace obce Barcarrota z let (1842–2010) | Populace obce Barcarrota z let (1842–2010) | Populace obce Barcarrota z let (1842–2010) | Populace obce Barcarrota z let (1842–2010) | Populace obce Barcarrota z let (1842–2010) | Populace obce Barcarrota z let (1842–2010) | Populace obce Barcarrota z let (1842–2010) | Populace obce Barcarrota z let (1842–2010) | Populace obce Barcarrota z let (1842–2010) | Populace obce Barcarrota z let (1842–2010) | Populace obce Barcarrota z let (1842–2010) | Populace obce Barcarrota z let (1842–2010) | Populace obce Barcarrota z let (1842–2010) |
| ------------------------------------------ | ------------------------------------------ | ------------------------------------------ | ------------------------------------------ | ------------------------------------------ | ------------------------------------------ | ------------------------------------------ | ------------------------------------------ | ------------------------------------------ | ------------------------------------------ | ------------------------------------------ | ------------------------------------------ | ------------------------------------------ | ------------------------------------------ | ------------------------------------------ | ------------------------------------------ | ------------------------------------------ | ------------------------------------------ |
| 1842                                       | 1857                                       | 1860                                       | 1877                                       | 1887                                       | 1897                                       | 1900                                       | 1910                                       | 1920                                       | 1930                                       | 1940                                       | 1950                                       | 1960                                       | 1970                                       | 1981                                       | 1991                                       | 2001                                       | 2010                                       |
| 2 982                                      | 4 660                                      | 4 295                                      | 5 019                                      | 5 242                                      | 5 548                                      | 6 096                                      | 6 757                                      | 7 942                                      | 7 890                                      | 8 020                                      | 10 099                                     | 7 898                                      | 5 012                                      | 4 373                                      | 4 070                                      | 3 686                                      | 3 709                                      |